# Iglesia de San Alberto (Riga)
La Iglesia de San Alberto (en letón: Svētā Alberta baznīca)  es el nombre que recibe un edificio religioso que pertenece a la Iglesia católica y se ubica en la ciudad de Riga, capital del país europeo de Letonia. La iglesia está situada en la Calle Liepaja, 38. El edificio fue consagrado en 1903 y está dedicado al santo y obispo de Riga Alberto de Buxhövden.
Los trabajos para su construcción comenzaron en 1901 y concluyeron totalmente en 1913. El arquitecto encargado fue J. Kohs quien diseñó un edificio en estilo barroco.